# Chmeľov
Chmeľov (in ungherese Komlóskeresztes) è un comune della Slovacchia facente parte del distretto di Prešov, nella regione omonima.